# Above (альбом Mad Season)
Above (с англ. — «Выше») — единственный студийный альбом американской рок-группы Mad Season, который вышел в 1995 году.
Супергруппа Mad Season задумывалась как краткосрочный сторонний проект участников гранжевых групп Pearl Jam, Alice in Chains и Screaming Trees, объединённых стремлением отказаться от алкоголя и наркотиков. Решение о создании альбома музыканты приняли спонтанно после нескольких репетиций и концертных выступлений. Above был записан за десять дней и вышел в марте 1995 года. За три месяца было продано свыше 500 тысяч копий альбома, что сделало Above «золотым» согласно рейтингу RIAA. Центральная песня «River of Deceit» достигла второго места в хит-параде Billboard Album Rock Tracks и часто звучала на радиостанциях альтернативного рока.
Above выделялся на фоне остальной гранж-сцены разнообразием стилей, сочетая элементы блюза, кантри-рока, джаза и метала. Музыкальный жанр альбома не поддаётся чёткой классификации; критики называли его «блюзовым гранжем», «лаунж-гранжем» или «альт-джаз-фьюжном». Авторство текстов целиком принадлежит Лейну Стэйли, а музыка написана совместно всеми участниками Mad Season. Критики сдержанно приняли пластинку, отметив её экспериментальный характер, эклектичность и мрачную атмосферу.
Дебютный альбом остался единственным для Mad Season. Через четыре года от передозировки умер басист Джон Сондерс, а ещё через несколько лет — вокалист Лейн Стэйли. В память о погибших музыкантах в 2013 году было выпущено подарочное издание, включавшее неизданные треки и редкие видеозаписи концертных выступлений.
По прошествии времени Above приобрёл репутацию одного из знаковых альбомов, записанных во времена заката гранжевой субкультуры. Песню «River of Deceit» относят к числу лучших гранжевых композиций, а её концертное исполнение — к наиболее памятным моментам в карьере Лейна Стэйли.

## Первое издание

### Идея возникновения проекта
История одного из наиболее неоднозначных альбомов альтернативного рока девяностых берёт начало осенью 1994 года. За несколько месяцев до этого музыкальный мир потрясло самоубийство Курта Кобейна, который долго боролся с наркозависимостью. Эта трагедия была не первой, но стала самой громкой в цепочке смертей героев гранж-сцены, после чего сиэтлское движение пошло на спад. Nirvana распалась, а оставшиеся участники сосредоточились на выпуске ранее неизданного материала. Alice in Chains отказались от участия в концертном туре с Metallica, поскольку в это время вокалист Лейн Стэйли вёл борьбу с героиновой зависимостью, и пропали из поля зрения на два с половиной года. Одной из групп, которые продолжали активную деятельность, были Pearl Jam: они записывали свой номерной альбом Vitalogy. Именно гитаристу Pearl Jam Майку Маккриди было суждено объединить на сцене и в студии музыкантов ключевых гранж-групп.
Идея создания проекта родилась за полторы тысячи миль от центра гранж-сцены — в Миннеаполисе. Именно там осенью 1994 года познакомились 28-летний гитарист Pearl Jam Майк Маккриди и малоизвестный 40-летний басист Джон «Бейкер» Сондерс из Чикаго, которые проходили курс лечения от алкогольной и наркотической зависимости в реабилитационной клинике «Хазельден». Музыканты нашли общий язык и решили помочь друг другу вести здоровый образ жизни, а затем и попробовать вместе что-то сыграть или записать. Маккриди не испытывал финансовых затруднений, поэтому он пригласил Сондерса перебраться в Сиэтл и купил ему бас-гитару и прочее оборудование. Чтобы укомплектовать группу, Маккриди обратился к барабанщику Screaming Trees и Skin Yard Баррету Мартину и вокалисту Alice in Chains Лейну Стэйли. Помимо творческих задач, Маккриди искренне хотел помочь Стэйли в борьбе с его зависимостью и предоставил возможность сотрудничать с музыкантами, «завязавшими» с алкоголем и наркотиками.
— Когда родилась группа, она стала неотъемлемой частью моей жизни. Я как раз недавно завязал и хотел помочь Лейну. В то время я наивно смотрел на вещи. Трезвый, я на всё смотрел по-новому. Писать песни в Pearl Jam мне было некомфортно, так как я чувствовал, что со мной в группе работают отличные авторы, и не был в себе так уверен. Mad Season открыл для меня дверь в мир написания песен, в мир, где я обрёл достаточно уверенности, чтобы их писать. Я всегда буду благодарен за этот опыт. Это было, типа, «О, я тоже так могу! Я могу писать песни и общаться с Лейном, Барретом и Бейкером [Джоном Сондерсом] на равных». Лейн вообще получил карт-бланш — мол, «Пиши такие песни, какие захочешь».Майк Маккриди
Музыканты провели несколько совместных репетиций, после чего организовали первое публичное выступление. Дебютный концерт состоялся 12 октября 1994 в заведении Crocodile Cafe, популярном среди рок-тусовки Сиэтла. Группа выбрала название Gacy Bunch и исполнила несколько собственных композиций, у части из которых даже не было текста. Кроме того, прозвучала кавер-версия хендриксовской «Voodoo Child (Slight Return)». Успешное выступление побудило Маккриди предложить выпустить демозапись, на что Стэйли ответил: «К чёрту демо, запишем альбом».

### Работа в студии
Первым делом музыканты отказались от старого названия группы «Gacy Bunch», которое было отсылкой к серийному убийце Джону Гейси и телевизионному шоу «The Brady Bunch» (с англ. — «Семейка Брейди»). Вместо этого Майк Маккриди предложил назвать проект Mad Season (с англ. — «Сумасшедший сезон»). Так в графстве Суррей, где Pearl Jam сводили свой первый альбом, называли время года, во время которого люди собирали галлюциногенные грибы. Этот термин постоянно всплывал в голове Маккриди при воспоминаниях о периоде его алкоголизма и наркозависимости.
В качестве места записи альбома группа выбрала сиэтлскую студию Bad Animals, совладельцами которой являлись Нэнси и Энн Уилсон из группы Heart. Продюсером стал Бретт Элиасон, который ранее работал с Heart, Pearl Jam и Screaming Trees. Ему ассистировал Сэм Хофстед, штатный инженер Bad Animals. Контроль за проектом Mad Season поручили Крише Огеро, работавшей на менеджера Pearl Jam Келли Кёртис. Для Огеро затея выглядела как краткосрочный сайд-проект без далеко идущих планов, который собрали для нескольких выступлений на местных площадках.
Работа в студии проходила стремительно. Музыканты садились вместе, импровизировали, делились своими идеями и тут же записывали всё на плёнку. Маккриди был уверен, что лишь так можно было достичь свежего звучания. Параллельно с этим Стэйли работал над текстами песен. Он зачастую приходил в студию один и экспериментировал, пока его никто не слышал. Запись инструментальных партий заняла около семи дней, после чего Стэйли понадобилось ещё несколько дней для завершения вокальных партий и ещё неделя ушла на сведение. Подобный подход больше соответствовал процессу работы в Alice in Chains, тогда как Pearl Jam обычно работали над материалом по меньшей мере несколько месяцев до сбора в студии. Маккриди назвал этот альбом самым спонтанным из всего, что он делал; даже запись Temple of the Dog длилась дольше — около четырёх недель.
В оригинальном издании Above авторами текста «Long Gone Day» указаны Стэйли и Ланеган, однако в переиздании 2013 года говорится, что тексты всех изначально выпущенных песен принадлежат Стэйли. В 2018 году в интервью Антонио Нассо Марк Ланеган рассказал, как на самом деле шла работа над песней. Стэйли, хороший друг Ланегана, действительно пригласил его записать вокал для одной из композиций. У Лейна была готова лишь одна строка текста, он написал её на листе бумаги и передал Ланегану. Ланеган дописал ещё одну строку и вернул лист Стэйли. Так, строка за строкой, родился текст «Long Gone Day».
Квартет участников Mad Season пригласил для записи альбома нескольких знакомых музыкантов. Свой вклад в работу над пластинкой внёс фронтмен Screaming Trees Марк Ланеган. Он стал соавтором и вторым вокалистом в двух композициях: заглавной «I’m Above» и «Long Gone Day». Помимо этого, в записи принял участие джазовый музыкант Эрик Уолтон, более известный как Скерик. Ему принадлежит партия саксофона в «Long Gone Day».
Несмотря на желание Маккриди помочь Лейну Стэйли справиться с героиновой зависимостью, эта попытка провалилась. Стэйли продолжал принимать наркотики даже в студии, после чего работа останавливалась на несколько часов, пока вокалист не придёт в форму. Кроме того, Бретту Элиасону приходилось исхитряться, чтобы хотя бы вообще заманить Лейна на запись. Продюсер договаривался с соседом Лейна по комнате, чтобы тот своевременно будил вокалиста, который проводил большую часть времени дома на диване, и отправлял его в студию.
После окончания записи группе довелось выступить несколько раз для местной публики. В канун Нового года Mad Season стали хедлайнером шоу в клубе RKCNDY, с группой Second Coming на разогреве. 8 января 1995 года на радио Self Pollution Radio прошла масштабная трансляция с участием многих сиэтлских групп. Mad Season также приняли участие в концерте, проходившим в доме вокалиста Pearl Jam Эдди Веддера, представив новые песни «Lifeless Dead» и «I Don’t Know Anything». Лейна Стэйли также пригласили для записи одной из композиций Second Coming «It’s Coming After», и он регулярно присоединялся к группе во время живых выступлений.
Музыканты Pearl Jam и Alice in Chains по-разному отнеслись к записи альбома и деятельности внезапно появившейся супергруппы. Майк Маккриди всегда ранее оставался в тени своих коллег по Pearl Jam, поэтому они приветствовали желание гитариста попробовать свои силы в более комфортной обстановке. Их также радовало, что проект помогал Маккриди избавиться от пагубного пристрастия к алкоголю. Штаб группы Alice in Chains отнёсся к сайд-проекту Стэйли настороженно. Выступления с Mad Season вызывали у окружающих вопросы, так как незадолго до этого Alice in Chains отменили свой гастрольный тур, сославшись на проблемы со здоровьем Стэйли. Кроме этого, гитарист Джерри Кантрелл ревновал Лейна, который вместо воссоединения с Alice in Chains предпочёл заняться новым проектом.

### Выход альбома
Альбом вышел 14 марта 1995 года на лейбле Columbia Records. Название альбома Above происходит от названия композиции «I’m Above». Автором чёрно-белого рисунка обложки, на котором целуется пара, стал лично Лейн Стэйли. Вокалист перерисовал фотографию, на которой сняли его и бывшую невесту Демри Пэррот.
Когда Above стал «золотым», Лейн Стэйли работал в студии над третьим альбомом Alice in Chains. Руководители Sony Music Дон Айнер и Мишель Энтони позвонили Лейну из Нью-Йорка, чтобы поздравить его с успехом. Вслед за этим они заявили, что запись текущего альбома идёт слишком медленно и что для окончания работ у него есть всего девять дней. Стэйли был настолько расстроен из-за оказанного на него давления, что решил написать об этом песню «Sludge Factory».
Above попал в американский чарт Billboard 200 и достиг в нём 24-го места. Альбом также попал в сотню лучших в Канаде, Норвегии, Швеции и Великобритании. Среди трёх синглов — «River of Deceit», «I Don’t Know Anything» и «Long Gone Day» — наибольшую популярность получил первый. Режиссёр Джош Тафт снял чёрно-белый видеоклип на эту песню. 13 мая «River of Deceit» достигла второго места в чарте Billboard Album Rock Tracks. Кроме того, композиция заняла девятое место в чарте Modern Rock Tracks. Этот успех стал самым крупным для гранжевых супергрупп того времени — подобным достижением не могли похвастаться ни Temple of the Dog, ни Brad.
Большинство музыкантов Mad Season играли в финансово успешных группах, поэтому они не задумывались о будущих продажах альбома. В поддержку альбома не было сыграно ни одного концерта, не говоря уже о гастрольном туре. Тем не менее, спрос на пластинку нового проекта оказался неожиданно высоким. К 14 июня было продано полмиллиона копий и Above получил «золотой» статус от Американской ассоциации звукозаписывающих компаний. Майк Маккриди вспоминал: «Я думал, альбом нормально разойдётся, потому что мы играли в достаточно популярных группах и альбом выпускала Columbia Records. Но я не ожидал, что он станет золотым. Это сорвало крышу».
В апреле 1995 состоялся концерт Mad Season в Театре Мура. Поздне́е выяснилось, что выступление стало последним для группы в этом составе. По слухам, Mad Season планировали принять участие в телевизионном шоу Saturday Night Live, но этого так и не произошло.
В 1996 году, на волне успеха Above, Джон Сондерс предложил записать второй альбом Mad Season. Маккриди и Мартин подхватили идею и начали запись инструментальных демоверсий совместно с Питером Баком из R.E.M. Пластинка получила рабочее название Disinformation, но так и не была завершена. Лейн Стэйли не сумел побороть героиновую зависимость, стал вести затворнический образ жизни и ни разу не появился в студии. Приглашённый вместо него Марк Ланеган заинтересовался тремя песнями и записал для них вокальные партии. На этом работа над альбомом прекратилась, а участники вернулись к своим основным проектам: Маккриди — в Pearl Jam, а Мартин — в Screaming Trees.
Оставшись один, Сондерс в 1997 году присоединился к американской рок-группе The Walkabouts. Его финансовое положение осложняла ссуда, которую он взял для записи второго альбома Mad Season и не смог погасить. Сондерс сильно переживал по этому поводу и вновь стал принимать наркотики. В 1999 году его здоровье не выдержало, и он умер от передозировки героина. Стэйли умер тремя годами позже при схожих обстоятельствах. Позднее на музыкальном сайте fuse.tv напишут, что «по прошествии 20 лет цель группы достигнута только наполовину», так как двое из четырёх участников группы погибли.

## Переиздание

Подарочное издание Above (2013)

В октябре 2012 года барабанщик Баррет Мартин объявил о предстоящем переиздании альбома, которое посвящалось погибшим Лейну Стэйли и Джону Сондерсу. Маккриди и Мартин анонсировали выход ремастеринговой версии альбома, DVD с записью концерта в Театре Мура, нескольких неизданных концертных записей и трёх песен, которые группа успела записать для второго альбома вместе с Питером Баком и Марком Ланеганом. Мартин добавил: «Три песни, для которых Марк Ланеган написал тексты и напел,… входят в число самых тяжёлых и красивых песен из сделанных Mad Season, и я знаю, что Лейну и Бейкеру они бы понравились».
В апреле 2013 года вышло подарочное издание Above, которое состояло из трёх дисков. В состав первого аудиодиска вошли ремастеринговые композиции из оригинального альбома и пять бонус-треков, включая песни, которые Маккриди и Мартин записали в 1996 году с Марком Ланеганом, и кавер-версию песни Джона Леннона «I Don’t Wanna Be a Soldier Mama». Второй аудиодиск содержал запись последнего концерта Mad Season, который состоялся 29 апреля 1995 года в Театре Мура в Сиэтле. На концерте группа исполнила альбом Above целиком и песню «I Don’t Wanna Be a Soldier». В состав третьего DVD-диска вошла видеозапись концерта Live at The Moore, редкие кадры выступления группы в клубе RKCNDY 31 декабря 1994 года и две песни, которые прозвучали на радио Self Pollution Radio 8 января 1995 года.
Музыкальные критики отмечали, что Above вышел в «эпоху умирания» гранжа, и сокрушались, что двое из четырёх музыкантов Mad Season умерли через несколько лет после выхода пластинки. Альбом, который стал для группы первым и единственным, подарил слушателям один громкий хит — «River of Deceit». Маккриди и Мартин рассматривали Above как исторический документ, который напоминал, где они сами и их друзья находились в то время. «Мы помним только лучшее в наших друзьях, которые уже ушли» — писал Баррет Мартин в аннотации. «И самое трогательное, что мы помним — музыку, которая нас объединяла».

## Содержание альбома

### Музыкальный стиль
Изначально проект Mad Season, основанный в середине 1990-х годов на фоне набравшего популярность «саунда Сиэтла», казался очередным сайд-проектом успешных гранж-исполнителей. И хотя «гранж» действительно стал одним из «ингредиентов в формуле Mad Season», Above вышел более сложным и экспериментальным альбомом, трудно поддающимся стандартизированной классификации. Майк Маккриди в интервью Guitar World не смог описать жанровую принадлежность альбома и сказал, что в нём «немного джаза, немного блюза, немного стадионного рока».
Звучание пластинки выделялось на фоне других записей того времени, прежде всего благодаря эклектичному составу участников Mad Season. Супергруппа объединила музыкантов с различными пристрастиями, предпочтениями, жизненным и музыкальным опытом, которые собрались отдельно от своих основных коллективов с целью записать что-то абсолютно новое и свежее. Критики по-разному охарактеризовали смесь из блюзовых басовых партий Джона Сондерса, этнической перкуссии в исполнении Баррета Мартина, кричащего «плантовского» вокала Лейна Стэйли и взрывных «саббатовских» гитарных риффов Майка Маккриди, называя это «блюзовым гранжем», «лаунж-гранжем» или даже «альт-джаз фьюжном».
Баррет Мартин вспоминал, что когда участники Mad Season впервые собрались вместе и начали поиски своего звучания, они считали себя блюзовой группой, так как этот музыкальный «язык» был понятен каждому. Это также объясняется музыкальными интересами Джона Сондерса, который был значительно старше остальных, вырос в Алабаме и провёл много лет в Чикаго и Миннеаполисе, где выступал на одной сцене с Хьюбертом Самлином и The Lamont Cranston Band. Влияние блюзовой традиции более всего ощущается в песнях «I Don’t Know Anything» и «Artificial Red», для последней из которых обозреватель Rolling Stone Барбара Дэвис подобрала более удачное название — «Artificial Blues» (с англ. — «Искусственный блюз»). Mad Season позаимствовали у блюза не столько структуру песен, сколько минорную, тревожную атмосферу. Композиции длятся в среднем по шесть-семь минут, а монотонное, неторопливое звучание наполняется то тяжёлыми риффами, то ксилофонными переборами. Стивен Томас Эрлевайн из AllMusic отмечал, что «хотя саксофонист добавляет красок в „Long Gone Day“, недостаток мелодизма в конечном итоге превращает Above в тяжёлую музыку под настроение».
В ретроспективе Баррет Мартин назвал Mad Season не просто блюзовым коллективом, но одной из самых тяжёлых блюзовых групп Сиэтла, чьё звучание было необычным и уникальным для того времени и наступавшей эры постгранжа. На альбоме чувствуется сильное влияние «металлических» жанров рок-музыки, типичное для гранжа. Звучание Pearl Jam и Alice in Chains действительно сочетало в себе панк и классический рок, а Лейн Стэйли ранее играл в глэм-роковой группе Alice N’ Chains, но на Above отсылки к стилистике метала стали ещё более очевидны. Гитарные партии Майка Маккриди на «Lifeless Dead» и других композициях, впечатляющие риффы и синергия гитары с ритм-секцией дали комментаторам возможность сравнивать его с Джимми Пейджем из Led Zeppelin.
Неотъемлемой частью альбома стал вокал Лейна Стэйли и Марка Ланегана. Фронтмен Alice in Chains так и не сумел справиться со смертельно опасной привычкой, отчего его голос на записи звучал устало. Барбара Дэвис из Rolling Stone отметила, что несмотря на «кристально чистый» голос Стэйли в последней песне альбома, «последнее слово» остаётся за дуэтом Стэйли и Ланегана на «Long Gone Day». Болезненное состояние Стэйли не позволило ему принять участие в записи новых песен, но его место с успехом занял Ланеган. Мэтт Мелис из Consequence of Sound писал: «Ланеган подключается, чтобы оживить инструментальные композиции своим блюзовым баритоном, <…> и в результате вам хочется, чтобы Мартин и Маккриди доверили ему закончить ещё несколько песен». С. Т. Эрлевайн отмечал: «Ланеган добавил степенности, которой недоставало душевно истерзанному Стэйли. Ланеган является настолько же динамичным фронтменом, как и Стэйли, но кажется, будто он высечен из гранита, и в результате бонус-треки несколько более убедительны, чем исходный альбом».

### Композиции
Альбом открывает композиция «Wake Up», в которой спокойный голос Стэйли в кульминационный момент превращается в отчаянный крик «For little peace from God you plead!» (с англ. — «Ты просишь хоть немного умиротворения у Бога»). Стивен Дойснер из Pitchfork считал песню развитием стилистики мрачной «Planet Caravan» в исполнении Black Sabbath, а в журнале Rolling Stone её назвали «жутким крипто-джазом». Вслед за проходной «X-Ray Mind» следует центральная песня альбома, кантри-роковая «River Of Deceit». Далее группа продолжает эксперименты, и в середине глэм-панковой «I'm Above» появляется соло на акустической гитаре. Пятую по счёту композицию — «Artificial Red» — Мэтт Мэлис из Consequence of Sound сравнил с «гранжевым блюзом, который плывёт по заполненной дымом комнате». Вторая половина пластинки начинается с одной из самых энергичных песен в альбоме, «Lifeless Dead», которую в Rolling Stone назвали «помпезным стадионным роком с напыщенными рифмами». За ней следует мрачная смесь блюза, гранжа и тяжёлых гитарных риффов, «двухтонный металлический грув» (согласно определению Rolling Stone) «I Don't Know Anything». Ближе к концу альбома Стэйли и Ланеган дуэтом исполняют балладу «Long Gone Day» в сопровождении маримбы и саксофона. За ней следует инструментальная «November Hotel»: Майк Маккриди посвятил её своему отцу, во время войны во Вьетнаме летавшему на истребителе с аналогичной надписью на хвосте, и сравнил громовые барабаны и гитарное соло со взлётом «Фантома» с авианосца. Завершает пластинку песня «All Alone», в центре которой спокойный голос Стэйли звучит на фоне монотонной, похожей на ситар гитары.
Первое издание альбома должно было завершаться короткой инструментальной композицией «Interlude», но её вырезали из окончательной версии Above. Лишь через 18 лет этот менее чем минутный гитарный проигрыш Майка Маккриди включили в переиздание. Следующие три песни, которые вышли в 2013 году, Mad Season записали во время единственной студийной сессии при работе над вторым альбомом Disinformation. Вместо Лейна Стэйли, который после смерти бывшей невесты Демри Пэррот покончил с музыкой, вокалистом стал Марк Ланеган. Мэтт Мэлис сравнил первый бонус-трек «Locomotive» c «пыхтящим локомотивом, за которым гонятся черти». По описанию критика, «Ланеган угрожающе рычит на фоне неистово барабанящего Мартина, и ещё остаётся место для Маккриди, который исполняет наиболее раскрепощённое соло со времён „November Hotel“». В двух других песнях — «Black Book Of Fear», которую группа записала совместно с Питером Баком из R.E.M., и «Slip Away» — голос Ланегана звучит более проникновенно на фоне мягких аранжировок. Немногие законченные композиции из второго альбома показывали, что Mad Season были готовы уйти от мрачной блюзовой атмосферы Above и вернуться к более традиционному гранжевому звучанию. Список бонус-треков завершает кавер-версия «I Don't Wanna Be A Soldier» в исполнении Лейна Стэйли, записанная в 1995 году для трибьюта Джона Леннона Working Class Hero.

### Тематика текстов
Above стал единственным альбомом, все тексты которого принадлежат Лейну Стэйли. Перед началом совместной работы Майк Маккриди сказал Стэйли, что тот может делать всё, что захочет. Маккриди вспоминал: «Все тексты были очень искренними. Не то чтобы другие его вещи такими не были, но это его [Стэйли] раскрепостило. Это к тому же был его крик о помощи. Я чувствую искренность и боль в его текстах. Он был чертовски крут».
Во время записи альбома Стэйли читал классический сборник поэзии Халиля Джебрана «Пророк». Строки одного из стихотворений легли в основу песни «River of Deceit», лирический герой которой рассказывает о своей борьбе с пагубной привычкой. «My pain is self-chosen / Or so the prophet said…» (с англ. — «Я сам выбрал свою боль / Или так сказал пророк…») — размышляет Стэйли о собственной роли в своих пристрастиях. Выбирая между продолжением борьбы и смирением, он добавляет: «A head full of lies is the weight, tied to my waist» (с англ. — «Моя голова, полная лжи, — это груз, привязанный к поясу») — и констатирует, что луч надежды мог быть простым самообманом.
Баррет Мартин читал «Пророка» ранее и часто обсуждал эту книгу со Стэйли в студии. По словам Мартина, Лейн был глубоко убеждён, что с помощью своей музыки исполняет духовную миссию. Его тексты были мрачными, так как он был уверен, что свету всегда предшествует тьма и они не могут существовать друг без друга. По мнению Мартина, эта тема проходила через многие тексты Стэйли в Mad Season и Alice in Chains, так как «он сам находился на границе света и тьмы, в месте, откуда видны обе стороны».
— Пожалуйста, помните вот что: Лейн был очень молод, когда написал и спел эти песни. Ему шёл только третий десяток, но он успел сказать многое своим невероятным голосом. Послушайте его слова, потому что он пел об особом виде правды, которую поймёт любой, кто прошёл через тяжёлые жизненные обстоятельства.Баррет Мартин
Большая часть текстов песен Стэйли на Above отражала его борьбу с героиновой зависимостью и другие личные проблемы. По мнению обозревателя Pitchfork, в отличие от едких и агрессивных текстов Alice in Chains, в этом альбоме Стэйли больше занимался самоанализом, перерастающим в психоанализ. Барбара Дэвис из Rolling Stone обнаружила в текстах скрытые отсылки к реалиям Сиэтла, как, например, «Rich and growing sicker/Sell the dead ones quicker» (с англ. — «Богатые и больные быстрее продают мёртвых») в «X-Ray Mind». Стивен Томас Эрлевайн утверждал, что члены группы, большинство из которых уже не нуждались в коммерческом успехе, могли себе позволить многое, и об их влиянии свидетельствует тот факт, что их «тяжёлые, обнажающие душу песни» выпустил мейджор-лейбл. Эрлевайн назвал стихи Стэйли «инертными и невзыскательными, что простительно для группы, которая использует рок-н-ролл как терапию».
С учётом дальнейшей судьбы Лейна Стэйли некоторые тексты позднее были восприняты в новом свете. В журнале PopMatters подметили, что повторяющиеся, навязчивые крики фронтмена «Вниз, вниз. Я сам выбрал свою боль» («River of Deceit») и попытка увещевания — «Неужели я так провожу свои дни, восстанавливаясь от смертельной болезни?» («Artificial Red») — звучат как печальное предсказание собственной смерти от героина и кокаина. По мнению обозревателя, в совокупности с наложенным на голос эффектом «призрачной» реверберации складывалось впечатление, будто Стэйли «призывает к этому страшному самоанализу из длинного пустого коридора».

### Концертные записи
Помимо студийных композиций подарочное издание содержало несколько записей концертных выступлений, включая полный концерт Mad Season в клубе RKCNDY и отрывки из выступления группы на радиостанции Pearl Jam Self-Pollution Radio. Особняком стоит запись последнего концерта Mad Season, который прошёл 29 апреля 1995 года в театре Мура. Видеозапись этого шоу выходила ранее на VHS, однако включала не все исполненные песни. Новое издание содержало вырезанные ранее песни «Wake Up», «Artificial Red», «I’m Above» и «I Don’t Want To Be a Soldier», оформленные в виде отдельных бонус-треков и не включённые в профессионально смонтированную версию. Четыре песни были сняты единственной камерой, что сделало запись похожей на бутлег. В подарочное издание также вошла полная аудиозапись концерта.
С. Т. Эрлевайн посчитал, что «бонус-треки не меняют общего впечатления от альбома, но дают самым преданным поклонникам возможность насладиться раритетными записями». Мэтт Мелис (CoS) отметил несколько запоминающихся моментов: Маккриди в футболке Mudhoney, играющего на гитаре, занесённой за голову; Баррета Мартина, стучащего по барабанам голыми руками; измождённого Стэйли, повторяющего «I’m alone» на сцене, залитой мягким светом, пока за его спиной на цыпочках крадётся Сондерс. В журнале Pitchfork, напротив, посчитали живые выступления более естественными: «то, что казалось инертным в студии, на сцене звучит легко и непринуждённо». Стивен Дойснер выделил особо энергичную импровизацию на фоне мощной ритм-секции в «Lifeless Dead», авангардные пассажи Скерика на саксофоне во время ленноновской «I Don’t Wanna Be a Soldier» и 14-минутную версию «November Hotel». Он также обратил внимание на соло Маккриди с гитарой за головой и резюмировал: «Это выглядело чертовски глупо, но именно поэтому на это обращаешь внимание: единственный эпизод в жизни Mad Season, когда кому-то удалось улыбнуться». Джем-сейшен «November Hotel» (одну из немногих записей, где Лейн Стэйли играет на ритм-гитаре) отметили и в журнале PopMatters, назвав его «отличной полной энергии любви к своей музыке и благодарности своим поклонникам».

## Отзывы критиков
| Оценки критиков             | Оценки критиков |
| Источник                    | Оценка          |
| --------------------------- | --------------- |
| AllMusic                    | [ r 6 ]         |
| Billboard                   | положительная   |
| Consequence of Sound        | B-              |
| Entertainment Weekly        | C               |
| Melody Maker                | положительная   |
| Pitchfork                   | [ r 4 ]         |
| PopMatters                  | [ r 5 ]         |
| Rolling Stone               | [ r 3 ]         |
| Rolling Stone (переиздание) | [ r 10 ]        |
| Spectrum Culture            | [ r 7 ]         |
| Spin                        | [ r 11 ]        |

1 апреля 1995 года вышла заметка об альбоме Above в еженедельнике Billboard. В ней говорилось о высоких шансах альбома стать коммерчески успешным и получить положительные отзывы критиков. Редакторы назвали альбом «задумчивым гитарным рок-н-роллом в стиле классического Изумрудного города, возрождающим раннее звучание всех трёх групп [Alice in Chains, Pearl Jam и Screaming Trees]». В целом он был охарактеризован как «мощный совместный проект». Прогноз Billboard оправдался лишь частично. Сингл «River of Deceit» действительно стал радиохитом, а альбом получил «золотой» статус, однако оценки музыкальных критиков были не столь восторженными. Готовность членов группы бесстрашно экспериментировать с не самыми «роковыми» музыкальными инструментами, привели к тому, что за Аbove закрепилась репутация беспорядочной и расфокусированной работы. Лейн Стэйли даже пожаловался на «идиотские обзоры», заявив, что по крайней мере сами музыканты во время записи Above «классно потусовались».
20 апреля 1995 года вышла рецензия в журнале Rolling Stone, автор которой Барбара Дэвис дала альбому лишь две с половиной звезды из пяти. Дэвис посчитала, что «у музыкантов Mad Season нет особой „химии“, которая привела к успеху их основные группы; однако же у новой группы есть харизма и, что ещё более важно, готовность к рискованным художественным решениям в попытке создать что-то свежее». На следующий день журнал Entertainment Weekly дал альбому оценку «С» и назвал его «образцом заунывной металлической летаргии». Чак Эдди подметил, что «если самая жизнерадостная песня называется „Безжизненно мёртвая“, это серьёзная проблема». В июне вышла разгромная рецензия в журнале Spin: альбом получил оценку 4 из 10 («Слабо») и был назван «пропитанным ностальгией упражнением по написанию рок-баллад 70-х годов», по сравнению с которым даже песни Aerosmith кажутся авангардом. Более благосклонной была заметка в июльском номере журнала Melody Maker: альбом порекомендовали к прослушиванию благодаря песням «I’m Above» и «Long Gone Day», похожим на «кантри-саббатовскую комбинацию Alice in Chains и Screaming Trees», и сравнили с «освежающим отпуском от бремени корпоративной ультра-звёздности».
Вторая волна критики последовала за переизданием в альбома 2013 году. Рецензенты рассматривали Above через призму событий, которые привели к распаду Mad Season: дебютный альбом вышел во времена заката гранжа и остался для супергруппы единственным, так как двое музыкантов трагически погибли через несколько лет. Джон Долан из Rolling Stone поставил Above три звезды из пяти: он назвал музыку Mad Season «бессистемным, очищающим сознание тяжёлым блюзом» и добавил, что «тяжело слушать Стэйли, поющего „Я выбрал свою боль сам / По крайней мере я в это верю“, когда знаешь, что через несколько лет он и Сондерс будут мертвы». Стивен Дойснер из Pitchfork поставил альбому невысокую оценку «4,6 из 10», назвав его «ошеломительно эгоцентричной пластинкой, которая, возможно, убила гранж». Мэтт Мелис из Consequence of Sound назвал альбом «одним из уникальных проектов последних дней эпохи гранжа» и присвоил ему рейтинг «B-». Стивен Томас Эрлевайн из AllMusic оценил бонус-треки чуть выше, чем песни оригинального альбома, но добавил, что «они не меняют общего впечатления». Наконец, Джей Си Мачек III (PopMatters) назвал переиздание альбома «эпитафией» группе, которая прекратила своё существование раньше времени, оценив его в семь звёзд из десяти.

## Наследие
Несмотря на сдержанные отзывы критиков, по прошествии времени Above стали относить к числу наиболее примечательных гранжевых альбомов. В апреле 2019 года журнал Rolling Stone поместил Above на 18-е место в списке величайших альбомов гранжа. Джейсон Ньюман отметил, что пластинка была порождена «кровосмесительным музыкальным климатом Сиэтла в середине 90-х», и посчитал, что «неповторимый вокал Стэйли в сочетании с одновременно мутным и парящим гитарным звуком» делает запись «идеальным гибридом Alice in Chains и Pearl Jam». Альбом занял 18-е место и в списке лучших гранжевых альбомов по версии онлайн-журнала Loudwire. Редакторы с сожалением отметили, что и Стэйли, и Сондерс «проиграли сражение со своими химическим демонами, как будто воплотив в жизнь ужасное пророчество, с которого начинались Mad Season». Среди прочего, Дэйв Лифтон (Diffuser.fm) включил Above в список наиболее влиятельных гранжевых альбомов, а Артём Афанасьев («Союз Музыка») назвал его хронологически последним альбомом из тех, без которых невозможно представить гранж.
— Надеюсь, что вывод прост. „Не употребляйте наркотики“. Без шуток, пристрастие к наркоте приведёт вас в тюрьму, в психушку или в могилу, если только вы не сможете завязать. Ответ очень прост и реалистичен — ты умрёшь. Вот почему запись очень важна для людей, и я очень благодарен, что из этой трагедии родилось что-то триумфальное.Майк Маккриди
в ответ на вопрос о наследии, которое оставил альбом
Отдельные песни с Above также оставили свой след в истории музыки. Хитовая «River of Deceit» попала на 33-е место в списке лучших гранжевых песен, опубликованном в журнале Paste, и была названа показательным примером гранжевых коллабораций. В список тридцати песен, которые являются неотъемлемой частью гранжа по версии музыкального блога Stereogum, попала «Wake Up» — «траурная песня, в которой Лейн Стэйли тщетно пытался докричаться до себя самого».
Концертная версия «River of Deceit» считается одним из главных моментов в карьере Лейна Стэйли. Журнал Rolling Stone включил её в список десяти лучших выступлений фронтмена Alice in Chains, назвав саму композицию «выдающейся» и отметив великолепное исполнение Стэйли во время последнего концерта Mad Season. Онлайн-журнал Loudwire включил живые версии «River of Deceit» и «Love, Hate, Love» в десятку самых незабываемых моментов с Лейном Стэйли.

## Список композиций
Автор слов всех песен — Лейн Стэйли, за исключением «Long Gone Day», написанной им вместе с Марком Ланеганом, а также изданных позднее «Locomotive», «Slip Away» и «Black Book of Fear», полностью написанных Ланеганом. Авторы музыки — Mad Season, кроме песен «I’m Above» и «Long Gone Day» (Маккриди, Мартин и Ланеган), а также «Black Book of Fear» (Маккриди, Мартин, Сондерс, Ланеган и Питер Бак).
Первое издание (1995)
| №   | Название                | Автор(ы)                          | Перевод                 | Длительность |
| --- | ----------------------- | --------------------------------- | ----------------------- | ------------ |
| 1.  | «Wake Up»               |                                   | «Проснись»              | 7:38         |
| 2.  | «X-Ray Mind»            |                                   | «Рентгеновский разум»   | 5:12         |
| 3.  | «River Of Deceit»       |                                   | «Река обмана»           | 5:04         |
| 4.  | «I'm Above»             | Мартин, Стэйли, Ланеган, Маккриди | «Я выше»                | 5:44         |
| 5.  | «Artificial Red»        |                                   | «Искусственный красный» | 6:16         |
| 6.  | «Lifeless Dead»         |                                   | «Безжизненно мёртвая»   | 4:29         |
| 7.  | «I Don't Know Anything» |                                   | «Я ничего не знаю»      | 5:01         |
| 8.  | «Long Gone Day»         | Мартин, Стэйли, Ланеган, Маккриди | «Давно ушедший день»    | 4:52         |
| 9.  | «November Hotel»        |                                   | «Ноябрьский отель»      | 7:08         |
| 10. | «All Alone»             |                                   | «Одни»                  | 4:12         |

Переиздание (2013)
| №   | Название                                  | Автор(ы)                                | Перевод                   | Длительность |
| --- | ----------------------------------------- | --------------------------------------- | ------------------------- | ------------ |
| 1.  | «Wake Up»                                 |                                         | «Проснись»                | 7:36         |
| 2.  | «X-Ray Mind»                              |                                         | «Рентгеновский разум»     | 5:13         |
| 3.  | «River Of Deceit»                         |                                         | «Река обмана»             | 5:03         |
| 4.  | «I'm Above»                               | Мартин, Стэйли, Ланеган, Маккриди       | «Я выше»                  | 5:45         |
| 5.  | «Artificial Red»                          |                                         | «Искусственный красный»   | 6:15         |
| 6.  | «Lifeless Dead»                           |                                         | «Безжизненно мёртвая»     | 4:27         |
| 7.  | «I Don't Know Anything»                   |                                         | «Я ничего не знаю»        | 5:00         |
| 8.  | «Long Gone Day»                           | Мартин, Стэйли, Ланеган, Маккриди       | «Давно ушедший день»      | 4:50         |
| 9.  | «November Hotel»                          |                                         | «Ноябрьский отель»        | 7:04         |
| 10. | «All Alone»                               |                                         | «Одни»                    | 4:11         |
| 11. | «Interlude» (бонус-трек)                  | Маккриди                                | «Антракт»                 | 0:43         |
| 12. | «Locomotive» (бонус-трек)                 | Мартин, Сондерс, Ланеган, Маккриди      | «Локомотив»               | 4:33         |
| 13. | «Black Book Of Fear» (бонус-трек)         | Мартин, Сондерс, Ланеган, Маккриди, Бак | «Чёрная книга страха»     | 6:05         |
| 14. | «Slip Away» (бонус-трек)                  | Мартин, Сондерс, Ланеган, Маккриди      | «Ускользнуть»             | 5:38         |
| 15. | «I Don't Wanna Be A Soldier» (бонус-трек) | Леннон                                  | «Я не хочу быть солдатом» | 5:52         |

| №   | Название                            | Длительность |
| --- | ----------------------------------- | ------------ |
| 1.  | «Wake Up» (live)                    | 7:38         |
| 2.  | «Lifeless Dead» (live)              | 4:59         |
| 3.  | «Artificial Red» (live)             | 6:21         |
| 4.  | «River Of Deceit» (live)            | 5:10         |
| 5.  | «I Don't Wanna Be A Soldier» (live) | 9:20         |
| 6.  | «Long Gone Day» (live)              | 5:21         |
| 7.  | «I'm Above» (live)                  | 5:36         |
| 8.  | «I Don't Know Anything» (live)      | 6:23         |
| 9.  | «X-Ray Mind» (live)                 | 5:31         |
| 10. | «All Alone» (live)                  | 4:17         |
| 11. | «November Hotel» (live)             | 13:49        |

| №  | Название                | Длительность |
| -- | ----------------------- | ------------ |
| 1. | «Lifeless Dead»         | 5:04         |
| 2. | «River Of Deceit»       | 5:20         |
| 3. | «Long Gone Day»         | 6:50         |
| 4. | «I Don't Know Anything» | 5:52         |
| 5. | «X-Ray Mind»            | 5:26         |
| 6. | «All Alone»             | 4:45         |
| 7. | «November Hotel»        | 14:20        |

| №   | Название                     | Длительность |
| --- | ---------------------------- | ------------ |
| 8.  | «Wake Up»                    | 7:52         |
| 9.  | «Artificial Red»             | 6:45         |
| 10. | «I Don't Wanna Be A Soldier» | 9:03         |
| 11. | «I'm Above»                  | 5:29         |

| №   | Название                     | Длительность |
| --- | ---------------------------- | ------------ |
| 12. | «Wake Up»                    | 8:12         |
| 13. | «Lifeless Dead»              | 5:02         |
| 14. | «River Of Deceit»            | 5:39         |
| 15. | «I Don't Know Anything»      | 5:02         |
| 16. | «I'm Above»                  | 6:57         |
| 17. | «Artificial Red»             | 7:11         |
| 18. | «I Don't Wanna Be A Soldier» | 6:06         |
| 19. | «All Alone»                  | 5:04         |
| 20. | «November Hotel»             | 11:48        |

| №   | Название                | Длительность |
| --- | ----------------------- | ------------ |
| 21. | «Lifeless Dead»         | 4:42         |
| 22. | «I Don't Know Anything» | 4:53         |

| №   | Название          | Длительность |
| --- | ----------------- | ------------ |
| 23. | «River Of Deceit» | 5:03         |

## Участники записи
| - Лейн Стэйли — вокал, гитара - Майк Маккриди — электрогитара, акустическая гитара - Баррет Мартин — барабаны, перкуссия, контрабас, виолончель, маримба, вибрафон - Джон «Бейкер» Сондерс — электрический бас - Марк Ланеган — вокал («I’m Above», «Long Gone Day», «Locomotive», «Black Book of Fear», «Slip Away») - Скерик — саксофон («Long Gone Day», «I Don’t Wanna Be A Soldier»), перкуссия | - Даррен Салмиери — A&R-агент - Риган Хагар — арт-директор - Джим Лейн — арт-директор - Лейн Стэйли — иллюстратор обложки - Джон Бертон, Сони Фельо, Сэм Хофстедт, Флойд Рейтсма — звукоинженеры - Кевин Грей — нарезка - Дженнифер Файнберг, Мэнди Эйдга — менеджеры по маркетингу - Джо Гаствирт — мастеринг - Лэнс Мерсер — фотография - Mad Season — продюсер - Бретт Элиасон — продюсер, звукорежиссёр - Ален Йоханнес — звукоинженер по вокалу - Баррет Мартин, Майк Маккриди — продюсеры сборника |

## Чарты и сертификации
| Чарт (1995)                      | Высшая позиция |
| -------------------------------- | -------------- |
| Канада (RPM Top Albums/CDs)      | 65             |
| Норвегия (VG-lista)              | 24             |
| Швеция (Sverigetopplistan)       | 46             |
| Великобритания (UK Albums Chart) | 41             |
| США (Billboard 200)              | 24             |

| Регион | Сертификация | Продажи  |
| --- | ------------ | -------- |
| США (RIAA) | Золотой      | 500 000^ |
| * Данные о продажах приведены только на основе сертификации. ^ Данные о тиражах приведены только на основе сертификации. |              |          |

| Год                                        | Сингл                   | Высшая позиция | Высшая позиция | Высшая позиция | Высшая позиция |
| Год                                        | Сингл                   | US Main        | US Mod         | CAN            | CAN Alt.       |
| ------------------------------------------ | ----------------------- | -------------- | -------------- | -------------- | -------------- |
| 1995                                       | «River of Deceit»       | 2              | 9              | 68             | 8              |
| 1995                                       | «I Don’t Know Anything» | 20             | —              | —              | —              |
| «—» обозначает, что сингл не попал в чарт. |                         |                |                |                |                |